# The Smashing Pumpkins
The Smashing Pumpkins est un groupe de rock alternatif américain, originaire de Chicago, dans l'Illinois. Il est formé en 1987 par le chanteur et guitariste Billy Corgan, seul membre à avoir participé à tous les albums du groupe. Il est historiquement composé de Billy Corgan, James Iha, Jimmy Chamberlin et D'Arcy Wretzky. James Iha et D'Arcy Wretzky sont remplacés par Jeff Schroeder et Ginger Reyes pour les prestations live de l'année 2000 ainsi que pour l'album Zeitgeist en 2007. Le groupe fait usage d'éléments issus de divers genres musicaux incluant rock gothique, heavy metal, dream pop, rock psychédélique, rock progressif, shoegazing, et electronica dans les derniers albums.
The Smashing Pumpkins se popularisent auprès du grand public grâce à leur deuxième album, Siamese Dream, publié en 1993. Le groupe se popularise davantage avec la tournée en soutien à l'album, et la sortie du double-album Mellon Collie and the Infinite Sadness en 1995, qui atteint la première place du Billboard 200 et se vend à près de 10 millions d'exemplaires rien qu'aux États-Unis,,. The Smashing Pumpkins sont l'un des groupes les plus acclamés des années 1990. Cependant, des divergences internes, des problèmes de toxicomanie, et la baisse des ventes mènent à la séparation du groupe en l'an 2000.
En 2006, Corgan et Chamberlin se réunissent pour un nouvel album des Smashing Pumpkins, Zeitgeist. Après avoir tourné en 2007 et 2008 avec leur nouveau guitariste Jeff Schroeder, Chamberlin quitte le groupe au début de 2009. En mai 2010, Ginger Reyes est remplacée par Nicole Fiorentino. En 2018 le groupe original se reforme, à l'exception de la bassiste D'arcy Wretzky.

## Biographie

### Débuts (1987–1992)

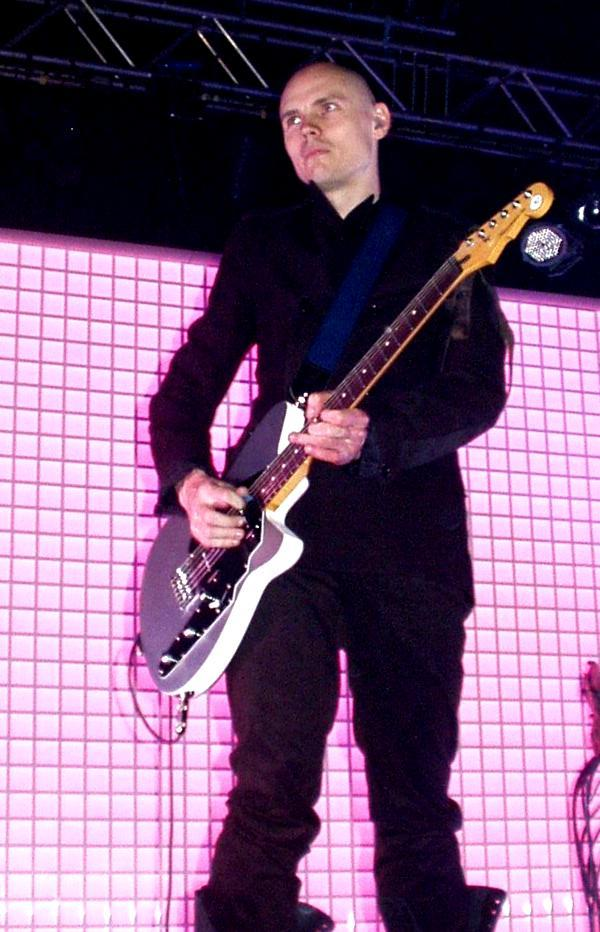
Billy Corgan.

Le groupe est formé en 1987 à Chicago, dans l'Illinois, par Billy Corgan et James Iha. Ils se sont rencontrés aux Beaux-Arts de Chicago et ont une passion pour la même musique, mais James ne sait pas jouer de guitare et demande à Billy de lui en apprendre les bases. Le groupe a du mal à démarrer et la présence d'un bassiste manque. Un soir, à l'Avalon Club (endroit où le groupe est souvent), Billy a une altercation violente avec une fille nommée D'arcy Wretzky à propos d'un groupe sur lequel ils n'ont pas le même avis. À l'époque elle commence à jouer de la basse, et revient d'Europe où son premier groupe fut un échec. Après avoir échangé plusieurs « noms d'oiseaux », Billy dit à D'Arcy qu'il cherche un bassiste et lui donne son numéro. Ils lui feront passer une audition quelques semaines plus tard qui sera catastrophique, D'Arcy arrive tremblante et est incapable de jouer un morceau correctement. Malgré ce test désastreux, le groupe l'engage finalement comme bassiste, Billy étant impressionné par le caractère de la jeune femme, à condition qu'elle apprenne une cinquantaine de morceaux écrits par Billy Corgan. Initialement, le groupe joue avec une boîte à rythmes et évolue dans un registre new wave qui a peu de chose à voir avec la musique qu'ils feront plus tard, jusqu'au recrutement de Jimmy Chamberlin, un batteur de Jazz qu'ils ont rencontré dans un bar.
Le nom du groupe aurait été trouvé par Billy Corgan lors d'un rêve où il aurait entendu Gene Simmons (bassiste du groupe Kiss) hurler cette phrase : « Joe Strummer is a drunk and smashing pumpkins ». La phrase lui plait et il la conserve,. Corgan a une idée précise du son qu'il veut donner à sa musique. Pour lui, « Les guitares des Smashing Pumpkins sont une mixture à base de heavy metal et de rock alternatif des années 1980. Je pense à Cure et Siouxsie and the Banshees ». Le heavy metal de Black Sabbath est une de ses principales influences, tout comme le groupe Queen dans un autre genre et en cette fin des années 80, Mudhoney éveille son imagination et marque le signe d'un changement à venir quelques années avant l'arrivée du grunge.
Après avoir passé la fin de cette décennie à jouer dans les bars de Chicago, le groupe passe à l'enregistrement et sort le 28 mai 1991 son premier album, Gish (en référence à l'actrice de cinéma muet Lillian Gish). Sa sortie est complètement éclipsée par l'album Nevermind de Nirvana sorti quelques mois plus tard la même année.  Gish étant un album relativement difficile d'accès au grand public, le succès ne sera au rendez-vous que dans le milieu underground et les ventes resteront faibles. Néanmoins le groupe se fait remarquer aux États-Unis avec les morceaux Rhinoceros, I Am One, Tristessa ou Siva. La plupart des chansons sont écrites par Billy Corgan, sauf I Am One coécrite avec James Iha. Daydream est chantée par D'Arcy Wretzky. Cet album démontre que les Smashing Pumpkins ont créé leur style de son et de composition bien particulier, style qu'ils poursuivront sur leurs prochains albums. Le groupe se forge avec cet album une solide base de fans dans le milieu de Chicago et un peu partout aux États-Unis. Le 5 novembre 1991, ils sortent leur premier EP, Lull.

### Siamese Dream(1993–1994)
C'est leur deuxième opus, Siamese Dream, sorti en 1993, qui les place parmi les grands groupes de rock des années 1990. L'album affirme déjà la puissance et la délicatesse de la musique et des textes de Billy Corgan sur le fameux « difficile deuxième album », qui caractérisent l'ensemble de l'œuvre du groupe. Cet album est généralement considéré comme leur chef-d'œuvre. Comme pour Gish, il est enregistré sous la houlette du producteur Butch Vig, qui multiplie les effets de style, comme l'overdub. Cela est particulièrement remarquable pour la chanson Soma, et l'album possède plusieurs hits comme Today, Cherub Rock, Disarm ou Rocket, trouve des titres qui mêlant psychédélique et metal comme Geek U.S.A ou Silverfuck, d'autres plus poétiques comme Mayonaise ou Hummer et des titres acoustiques comme Spaceboy et Sweet Sweet. Billy publie l'album au début de 1993 en pleine dépression, et avait des idées suicidaires quotidiennes (Today est d'ailleurs créé sur ce thème bien que ces paroles inspirent le contraire). Ce n'est qu'après cette difficile dépression que Billy pourra écrire les compositions de l'album assez rapidement. La production est énorme avec au moins cinq enregistrements de guitare sur chaque morceau (plus de 70 prises pour Soma, en revanche, Disarm n'en a eu besoin que d'une). L'album ouvre la voie du succès commercial, et se vend à plus de quatre millions d'exemplaires dans le monde, dont trois millions aux États-Unis.
La popularité grandissante du groupe provient en partie de son leader Billy Corgan, décrit comme un parfait mégalomane, totalement tyrannique durant les séances de répétition qui n'en finissent pas et laissant peu de place aux autres membres du groupe : on dit que toutes les pistes de guitare et de basse de Siamese Dream ont été enregistrées par Corgan, reléguant James Iha et D'Arcy Wretsky au rang de spectateurs, chose que Billy n'a jamais officiellement démentie, il a le sentiment que les autres membres ne s'intéressent pas assez au groupe, il les considère comme opportunistes. Il semblerait que le groupe ne fonctionne correctement que sous une pression permanente, de plus, D'Arcy et James ont mis fin à leurs relations amoureuses juste à la fin de l'enregistrement de Gish et Jimmy Chamberlain est devenu dépendant de l'héroïne, ce qui ne fait qu'augmenter les tensions. Jimmy disparaîtra même pendant plusieurs jours sans donner de nouvelles aux autres membres. Pourtant, malgré les mauvaises relations dans le groupe, il y a un esprit de solidarité entre les membres. Billy Corgan dira plus tard que D'Arcy a été une sorte de « maman » durant cette période, elle maintient le groupe selon lui. James Iha, lui, trouve qu'il n'a pas assez d'importance dans le groupe et est relégué à un rôle de second plan, sur l'album il coécrira avec Billy les morceaux Soma et Mayonaise seulement.
Durant la tournée de l'album, les relations entre les membres reviennent peu à peu au calme, mais le groupe est critiqué pour la mauvaise qualité du son pendant les concerts, un son très difficile à mettre en place sur scène. Pendant la 2e partie de la tournée, celui-ci sera progressivement amélioré, Billy Corgan étant décidé à remédier à ce problème sur le prochain album. Siamese Dream est suivi de Pisces Iscariot en 1994, un album à diffusion plus confidentielle, plutôt réservé aux fans, et qui n'est pas considéré comme un album à part entière. Il est composé de faces B, de reprises de leurs influences ou de morceaux retirés de Gish, Siamese Dream et de leurs premiers EP, dont plusieurs compositions de James Iha. L'album obtient un succès dans la continuité de Siamese Dream. Il inclut aussi le morceau Pissant qui n'est lui disponible que sur la version Japonaise de Siamese Dream.

### Mellon Collie and the Infinite Sadness(1995–1997)
Mellon Collie and the Infinite Sadness en 1995, à l'instar du White Album des Beatles, de London Calling, de The Clash ou de The Wall des Pink Floyd, deviendra l'un des doubles-albums les plus vendus au monde dans l'histoire du rock avec plus de 20 millions de copies. Il deviendra le « The Wall de la génération X » selon la presse, qui lui donnera très bon accueil. Mellon Collie débute premier du Billboard 200 en octobre 1995. Cinq singles en seront issus : Bullet with Butterfly Wings, 1979, Zero, Tonight, Tonight et Thirty-Three. Ces cinq maxis sont regroupés dans un coffret qui sort en 1996 sous le nom The Aeroplane Flies High, d'une qualité surprenante pour une collection de B-sides. Il y a également plusieurs reprises des influences du groupe, ainsi que plusieurs compositions de James Iha.
Cet album concept a pour thème « la peur de la mort par les Hommes », sujet compliqué et osé que Billy Corgan traite à merveille. Pour une fois, Billy Corgan n'est pas omniprésent, il n'est pas le « monsieur Je-fais-tout » selon James Iha, et la production de l'album se passe dans une bien meilleure ambiance en comparaison avec Siamese Dream. Ainsi D'arcy et James ont une place bien plus importante, comme en témoignent les compositions Take Me Down et Farewell and Goodnight. De plus, chose nouvelle, Billy et James se partagent les solos sur l'ensemble de l'album. D'arcy Wretzky apporte ses idées sur plusieurs morceaux et enregistre les chœurs de Beautiful et 1979. Tous deux apportent donc leur touche à l'album. Quant à Jimmy, il apporte sa puissance rythmique comme sur les albums précédents. Néanmoins, son addiction à l'Héroïne continue, même pendant la tournée.
L'album est en deux parties, Dawn to Dusk et Twilight to Starlight (autrement dit Crépuscule et Nuit) selon l'ordre des titres. Mais sur le vinyle, l'enchainement des morceaux ne suit absolument pas le même ordre. Billy Corgan voulait que chacun travaille sur cet album comme s'il était « le tout dernier du groupe », ce qui joue sur le contraste des morceaux mélangés. Ils commencent par Mellon Collie and the Infinite Sadness, une intro au piano, puis continuent plus hard avec Bullet with the Butterfly Wings, Zero, Here is No Why ou Jellybelly et passent par des ballades pop (Tonight Tonight, Muzzle (remarquable pour le jeu de batterie de Jimmy), électro (1979 (utilisation d'une boite à rythme) ou Love), acoustiques (Galapogos, Thirty-Three, To Forgive ou We only Come Out at Night), du « metal psychédélique » avec Porcelina of the Vast Ocean, Thru the Eyes of Ruby, Bodies qui alterne passages doux et poétiques, avec des sonorités plus Heavy et agressives tout en maintenant la mélodie en place. Le dernier morceau referme la boucle en finissant sur la même mélodie que celle du premier titre de l'album avec Farewell and Goodnight. Dans ce double album, le groupe exploite une grande variété de styles, et peut ainsi toucher un très large public. Le disque 1 est cependant plus facile d'écoute, le second étant plus expérimental avec des sonorités nouvelles pour le groupe.
Il est l'album double le plus vendu des années 1990 dans le monde et aux États-Unis. Cependant, malgré ces bonnes nouvelles, survient un drame qui va tirer le groupe vers le bas. Pendant la tournée de 1996, le claviériste Jonathan Melvoin meurt d'overdose (d'héroïne, entre autres) pendant un trip avec Jimmy Chamberlin. Celui-ci échappe de peu à la mort, mais son implication dans l'affaire lui vaudra d'être exclu du groupe par Billy Corgan. D'une manière générale, les drogues dures faisaient partie du quotidien du groupe (surtout Jimmy). Billy Corgan en avait assez, et préféra exclure Jimmy, ce que les autres membres approuvèrent. Le groupe a désormais l'intention de s'orienter vers un son plus « électronique » pour le prochain album en préparation. James Iha affirme alors que l'avenir est dans la musique électronique et qu'« il est désormais ennuyeux de faire du rock[réf. nécessaire]. »

### Adoreet séparation (1998–2000)
Le départ de Jimmy Chamberlin marque un tournant dans le style musical du groupe qui sort Adore en 1998, dans lequel l'écriture des morceaux est davantage tournée vers des sons plus électroniques et expérimentaux, le groupe voulant changer de sonorité et oublier les guitares. Billy veut prendre ses fans à contre-pied. La batterie est remplacée par une boite à rythmes. Bien que l'album conserve la même qualité d'écriture que les autres opus, il est un semi-échec sur le plan commercial du fait qu'il s'est vendu à un million d'exemplaires aux États-Unis, mais il se vend trois fois plus dans les autres pays. Quelques hits sortent sur l'album comme Ava Adore, Perfect ou Shame. L'album commence par une belle intro acoustique To Sheila, il y a plusieurs ballades au piano sur l'album qui font oublier les guitares habituelles. Billy rendra un titre hommage à sa mère, morte pendant l'enregistrement, For Martha.
En 2000, après le retour de Jimmy Chamberlin derrière les fûts (qui a obtenu le pardon des autres membres du groupe), D'Arcy quitte soudainement les Pumpkins en plein enregistrement de Machina, et ne donnera pas de raison précise (elle avait comme objectif de devenir actrice, projet qui n'aboutira pas). Il semblerait que la musique ne l'intéresse plus autant qu'avant. Elle est remplacée sur scène par Melissa Auf der Maur, une vieille connaissance de Billy Corgan qui date de leurs débuts (il avait même pensé la prendre dans son groupe à l'époque), qu'il avait présentée en 1995 à son amie Courtney Love, pour remplacer dans Hole, la bassiste Kristen Pfaff, décédée en 1994.
Machina/The Machines of God sort en 2000 après la réintégration de Jimmy Chamberlin dans le groupe. Les Smashing Pumpkins reviennent à un son plus rock, et Billy Corgan réalise avec cet album son désir d'« album-concept ». L'album aura encore moins de succès que le précédent et il n'y aura que deux millions d'exemplaires vendus dans le monde. Le grand public (et la plupart des fans) a eu du mal à comprendre cet album concept si particulier. Devant le refus de Virgin de commercialiser l'album suivant, Machina II/The Friends and Enemies of Modern Music est distribué en 25 exemplaires dans l'entourage de Billy Corgan avec l'instruction de partager l'œuvre sur Internet au format MP3. Les Smashing Pumpkins se séparent le 2 décembre 2000 après un dernier concert mémorable sans D'arcy au Metro à Chicago, la même salle où ils avaient entamé leur carrière treize ans auparavant. Billy Corgan commence à rédiger l'histoire des Smashing Pumpkins dès ce jour, notamment par le biais de son blog. Avec Jimmy Chamberlin, il forme le groupe Zwan qui enregistrera un unique album en 2003, qui recevra un accueil poli, les mélodies plus « pop » et poétiques ont plu aux anciens fans des Pumpkins. En 2005, Corgan enregistre un album solo. Le batteur Jimmy Chamberlin a, de son côté, poursuivi une carrière solo.

### Retour (2005–2009)
En 2005, Billy Corgan publie une page dans le Chicago Tribune pour annoncer son intention de reformer les Smashing Pumpkins. Le 21 avril 2006, le site officiel du groupe annonce que les Smashing Pumpkins sont officiellement reformés et qu'ils vont procéder à l'enregistrement d'un nouvel album pendant l'été 2006. Au début du mois d'août 2006, le site officiel est mis à jour et nous annonce que les Smashing Pumpkins sont en studio afin de préparer leur premier album depuis sept ans. En outre, nous y apprenons que le producteur Roy Thomas Baker (Queen, The Cars, The Darkness) s'occupe de ce nouvel opus. Les 18, 20 et 26 octobre, Jimmy Chamberlin, poste sur la page Myspace du groupe, trois messages débutant ce qui semble apparaître comme un « journal de bord » de l'enregistrement studio du nouvel album. Il y annonce notamment que la collaboration avec le producteur Roy Thomas Baker a été « non seulement un honneur, mais la meilleure expérience musicale jamais vécue par [le groupe][réf. nécessaire]. » Les Smashing Pumpkins semblent désormais travailler avec le producteur Terry Date. 17 décembre 2006, Les Smashing Pumpkins prévoient de faire leur retour sur scène dans quelques festivals européens cet été.
Le 8 février 2007, sur leur site web, les Smashing Pumpkins annoncent la date de sortie de leur sixième album officiel : Zeitgeist, prévu pour le 7 juillet 2007 - la date peut se noter « 07-07-07 ». Le 8 avril 2007, le suspens est levé, James Iha ne fait pas partie des plans de reformation des Smashing Pumpkins. L'intéressé a déclaré qu'il n'avait pas parlé à Billy Corgan depuis des années, qu'il élaborait en ce moment un nouvel album solo, ainsi qu'un label indépendant. Le 16 mai 2007, la pochette de Zeitgeist est révélée sur leur site. On apprend en même temps que la date de sortie est décalée au 10 juillet. La nouvelle formation est officiellement dévoilée en première mondiale le 22 mai 2007 au Grand Rex à Paris : Ginger Reyes (basse), Jeff Schroeder (guitare) et Lisa Harriton (claviers) font partie du nouveau line-up ; Billy Corgan et Jimmy Chamberlin gardent leurs rôles respectifs. Le concert dure près de trois heures et la liste des titres est riche de vieux titres réarrangés ainsi que de nouveaux morceaux sans doute destinés à paraître sur Zeitgeist.
Un EP, appelé American Gothic, est publié en début d'année 2008. Le groupe s'invite avec quelques chansons dans Guitar Hero : World Tour. Pour cela, Billy Corgan se prête à une séance de capture de mouvement pour le jeu. Un morceau inédit, intitulé G.L.O.W. est même enregistré. Le 11 novembre 2008, est sorti un DVD intitulé If All Goes Wrong, documentaire retraçant l'histoire des concerts résidences de San Francisco. Le 1er février 2009, un spot publicitaire annonçant le nouveau coupé Hyundai est diffusé lors de la finale du Super Bowl. Le titre inédit, FOL, en constitue la bande son. Le morceau est téléchargeable gratuitement. À la fin février, le jusque-là discret James Iha, l'ex-guitariste et membre cofondateur des Smashing Pumpkins, annonce avoir enregistré un nouvel album avec un tout nouveau groupe : Tinted Windows. En parallèle, il continuerait à travailler sur son second album solo, à paraître courant 2009... L'information sera publiée sur le site officiel des Smashing Pumpkins.
Le 21 mars 2009, le groupe annonce via leur Myspace que le batteur Jimmy Chamberlin quitte le groupe. Il est confirmé en parallèle de cette annonce que Billy Corgan va rentrer en studio ce printemps 2009 pour composer de nouveaux morceaux (en tant que Smashing Pumpkins). Le 17 août 2009, le site officiel du groupe annonça que Billy Corgan avait recruté le batteur Mike Byrne en vue du prochain album et de la prochaine tournée. Musicienne au sein du groupe Veruca Salt, Nicole Fiorentino, est choisie par Billy Corgan pour prendre part à la formation en tant que bassiste, un peu moins d'un an après l'arrivée de Mike Byrne. Elle remplace ainsi Ginger Reyes, succédant elle-même à Melissa Auf der Maur, lors de la reformation du groupe en 2007.

### Teargarden by KaleidyscopeetOceania(2009–2013)
Le 16 septembre 2009, Billy Corgan annonce que leur album Teargarden by Kaleidyscope est composé de 44 titres et sera gratuitement téléchargeable. « Gratuit c'est gratuit », écrit Billy Corgan, « ce qui signifie que vous n’aurez pas besoin de vous inscrire à quoi que ce soit, de donner votre adresse email ou de faire un sacrifice. Vous serez autorisés à venir et à prendre la chanson ou les chansons que vous voulez, et autant de fois que vous voulez. » Une version de luxe composée de 11 mini albums de quatre chansons est prévue pour les fans. Le groupe en ajoute une régulièrement.
Le premier mini-album Songs for a Sailor est publié en téléchargement gratuit sur le site officiel du groupe. Le 6 juillet 2010, les Pumpkins ouvrent leur deuxième album The Solstice Bare. Le troisième album est, à cette période, inachevé. Le projet Teargarden est mis entre parenthèses le temps d'un nouvel album, Oceania, qui sort le 19 juin 2012. Les 13 titres sont tous écrits et composés par Billy Corgan, qui reste le seul membre de l'équipe initiale des Smashing Pumpkins.

### Monuments to an Elegy(depuis 2014)
Le 9 décembre 2014 voit la sortie de cet album composé de neuf titres. Celui-ci devrait précéder un autre album à venir dès 2015. Il est essentiellement composé par Billy Corgan et Jeff Schroeder mais Tommy Lee y fait une apparition derrière les fûts.
À son anniversaire, le 26 mars 2016, le guitariste James Iha se joint à Billy Corgan, Jimmy Chamberlin, et Jeff Schroeder lors d'un concert surprise au Ace Hotel de Los Angeles. Il joue quelques chansons dont Mayonaise, Soma et Whir, marquant sa première apparition avec les Smashing Pumpkins en 16 ans. Iha participe au second concert des Smashing Pumpkins au Ace Hotel le lendemain. Iha rejoint les Pumpkins pendant leur concert le 14 avril au Civic Opera House de Chicago.

### Shiny And Oh So Bright(depuis 2018)

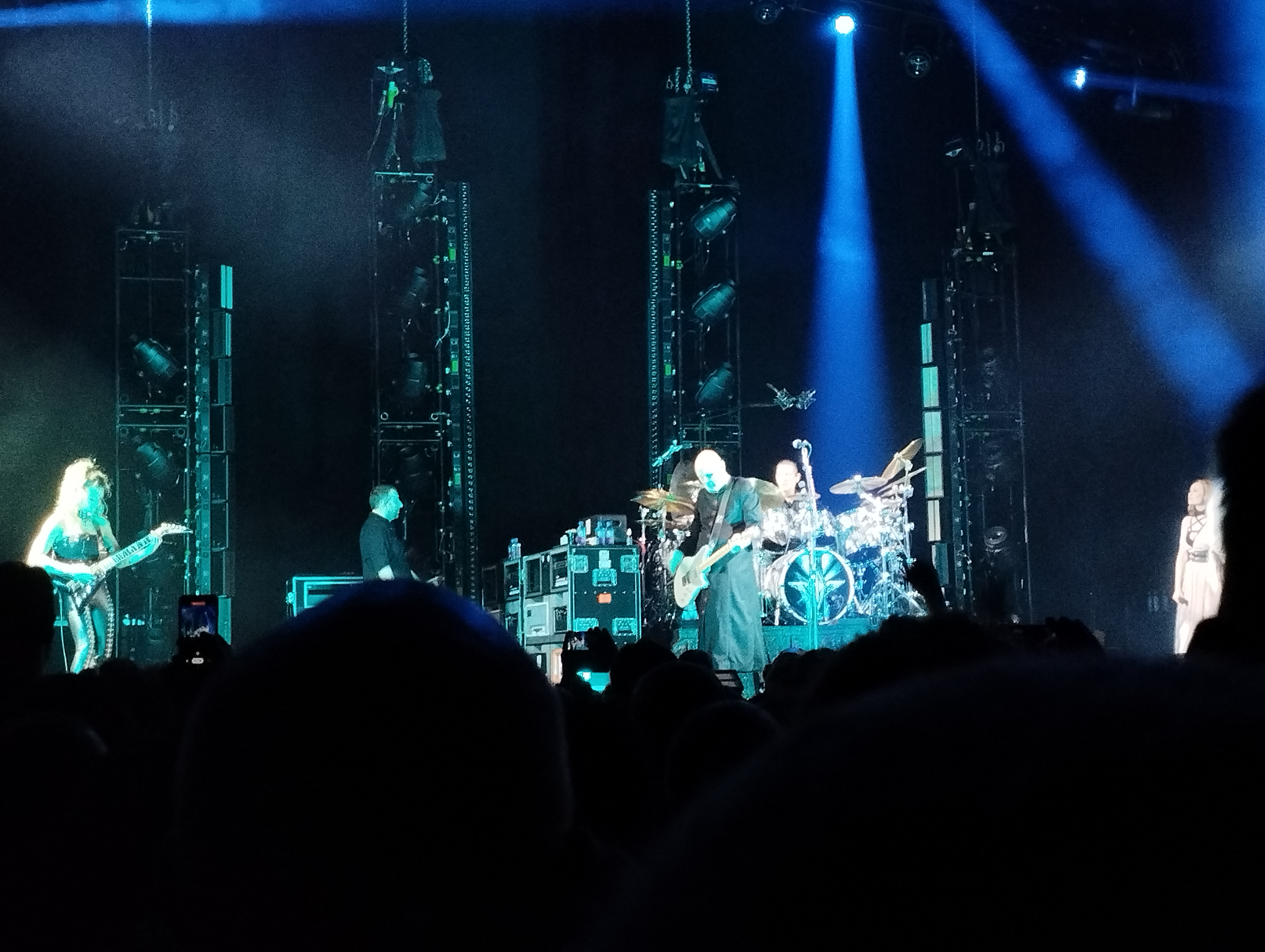
The Smashing Pumpkins en concert à l'Accor Arena, le 16 juin 2024.

Depuis le mois de janvier 2018, Billy Corgan tease ce qui deviendra à la mi-février la reformation du groupe original (excepté la présence de D'arcy Wretzky). Au même moment, une grande tournée américaine (Shiny and Oh So Bright Tour) est annoncée. À cela s'ajoute l'enregistrement de 8 titres d'abord annoncés sous la forme de 2 EP puis finalement publiés sous le format d'un album intitulé Shiny and Oh So Bright, Vol. 1 / LP: No Past. No Future. No Sun..
Un volume 2 de Shiny and Oh So Bright est évoqué par Billy Corgan assez rapidement avant d'être officiellement annoncé à la fin de l'été avec les singles CYR et The Colour of love. L'album CYR sort le 27 novembre 2020.

## Membres

### Membres actuels
- Billy Corgan - chant, guitare
- James Iha - guitare, chant
- Jimmy Chamberlin - batterie
- Kiki Wong - Guitare
- Jack Bates - basse (en tournée) - fils de Peter Hook

### Anciens membres
- D'Arcy Wretzky - basse, chant
- Melissa Auf der Maur - basse
- Mike Byrne - batterie (2009-2014)
- Nicole Fiorentino - basse (2010-2014)
- Jeff Schroeder - guitare, basse (2007-2023)

## Discographie
- 1991 : Gish
- 1993 : Siamese Dream
- 1995 : Mellon Collie and the Infinite Sadness
- 1998 : Adore
- 2000 : MACHINA/The Machines of God
- 2000 : MACHINA II/The Friends & Enemies of Modern Music
- 2007 : Zeitgeist
- 2009 : Teargarden by Kaleidyscope
- 2012 : Oceania
- 2014 : Monuments to an Elegy
- 2018 : Shiny and Oh So Bright, Vol. 1 / LP: No Past. No Future. No Sun.
- 2020 : CYR
- 2022 : Atum: A Rock Opera in Three Acts
- 2024 : Aghori Mhori Mei

## Apparitions

### Cinéma
- La chanson The End Is the Beginning Is the End est utilisée dans la bande annonce de Watchmen : les Gardiens de Zack Snyder
- La chanson 1979 apparaît dans le film Clerks 2
- La chanson Eye est utilisée par David Lynch pour son film Lost Highway.

### Séries télévisées
- Dans la BO du jeu SEGA Saturn Steep Slope Sliders (1997) avec le titre "I am one".
- Dans l'épisode du dessin-animé Les Simpson, Homer le rocker, ce dernier rencontre le groupe lors d'un festival musical. Les Smashing Pumpkins y incarnent leur propre rôle et interprètent le titre Zero.
- Dans l'épisode Whale Whores de la saison 13 de South Park, on y parodie l'émission Whale Wars. Le générique de l'émission de télévision est la chanson Bullet with Butterfly Wings.
- Dans l'anime Soul Eater (et le manga du même nom), Blair utilise un sort nommé Smashing Pumpkins en référence au groupe.
- La chanson Bullet with Butterfly Wings sert de générique a l'émission Whale Wars qui relate la mission de protection des baleines en Antarctique par l'ONG Sea Shepherd.
- Dans la série Cold Case, sept morceaux des Smashing Pumpkins ont été utilisés lors de sa diffusion : Today, Landslide, Bullet with Butterfly Wings, 1979, Crestfallen, Tonight, Tonight et Disarm.

### Jeux vidéo
- La chanson 1979 apparaît dans la playlist de Liberty Rock Radio dans le jeu vidéo Grand Theft Auto IV ainsi que dans l'un des génériques de fin du jeu Gran Turismo 5.
- La chanson Today apparaît dans la liste des morceaux jouables sur Guitar Hero : World Tour.
- La chanson My Love is Winter apparaît dans la playlist rock du jeu vidéo Watch Dogs.
- La chanson Bullet with Butterfly Wings apparaît dans les trailers de lancement des jeux Dead Space 2 et Battlefield 1, et fait également partie des morceaux jouables surGuitar Hero 5.